# Чірібім-чірібом
Чірібім-чірібо́м (Чарівна пісня вічного Пуриму) (на їдиш טשיריבים-טשיריבאָם) — єврейська пісня на мові їдиш про свято Пурим.
Відомі виконавці: Сестри Беррі, Дуду Фішер [недоступне посилання з травня 2019] та інші.

## Текст та переклад
| Текст на мові їдиш טשיריבים-טשיריבאָם ,לאָמיר זינגען,קינדערלאַך,א זמרל צוזאַמען .א ניגונדל,א פֿרײלעכן,מיט װערטעלאַך װאָס גראַמען די מאַמע קאָכט א לאָקשן זופּ מיט קאַשע און מיט קנײדלעך .קומט דער יום-טובֿ פּורים,װעלן מיר שפּיל זיך אין דרײדלאַך …טשיריבים-טשיריבאָם אַמאָל איז אונדזער רביניו געגאַנגען אונטער װעגן .מיט אַמאָל הײבט אָן צופּליוכען און גיסן א רע «!שרײַט דער רבי צו דער כמאָרע:»הער אױף גיסן װאַסער …זײַנען אַלע חםידיס טרינקען אַרױס,נאָר | דער רבי איז אַרױס א נאַסער …טשיריבים-טשיריבאָם ,מען זאָגט אַז אין דער שטעטל כעלעם לעבן נאָר נאַרונים אױב מיר זענען די קלוגע האָבן מיר א שײנעם פּנים ,די העלמער לאכן טאָג און נאַכט אױף ס'לאַכעס די גזלנים ?!נו,זאָג זשע,װער איז נאַריש אין װער זענען די חכמים | Транслітерація Ломір зінген кіндерлах а земерл цузамен а нігндл, а фрейлехн міт вертелах вос грамен. Ді маме кохт а локшн зуп міт каше ун міт кнейдлах кіндер йон-тев пурім, велн мір шпілн зіх ін дреідлах. Чірібім, чірібом. Амол із ундзер ребеню геганген унтер вегн міт амол хейбт он цупліухн ун гісн а регн. Шрайт дер ребе цу дер хмаре хер уф гісн васер!! заінен але хсідім трінкен аройс. нор. Дер ребе із ароіс а насер. Чірібім, чірібом. Ме зогт аз ін дем штетл Хелем лебн нор наронім Ойб мір зенен ді клуге хобн мір а шейнем понім ді хелмер лахн тог ун нахт Аф целохес ді газлонім Ну, зог же вер із наріш, ун вер зенен ді хахомім? Чірібім, чірібом | Переклад Давайте, дітлахи, заспіваємо всі разом пісеньку, Веселий мотивчик, з веселими словами. Нам мама варить суп з локшиною, кнедлями і кашу… Прийде свято Пурим, будемо ми крутити вовчки Чірібім, чірібом… Одного разу йшов дорогою наш ребе. Але раптом пішов сильний дощ. Кричить наш ребе хмарі: «Перестань лити воду!» Всі хасиди вийшли сухими — тільки Ребе повністю змок Чірібім, чірібом… Кажуть у містечку Хелем, живуть лише дурні. Якщо б ми були розумні, були б у нас гарні обличчя. Вони сміються цілий день і ніч, і плакати не бажають. Ну, скажи ще хто дурний, а хто розумний! Чірібім, чірібом |